# Нортамберленд (округ, Пенсільванія)
Шаблон:StateAbbr_ 40°51′ пн. ш. 76°43′ зх. д. / 40.85° пн. ш. 76.71° зх. д.
Округ Нортамберленд (англ. Northumberland County) — округ (графство) у штаті Пенсільванія, США. Ідентифікатор округу 42097.

## Історія
Округ утворений 1772 року.

## Демографія
За даними перепису
2000 року
загальне населення округу становило 94556 осіб, зокрема міського населення було 59174, а сільського — 35382.
Серед мешканців округу чоловіків було 46375, а жінок — 48181. В окрузі було 38835 домогосподарств, 25589 родин, які мешкали в 43164 будинках.
Середній розмір родини становив 2,89.
Віковий розподіл населення поданий у таблиці:
| Стать    | До 15 років | 15-21 | 22-29 | 30-39 | 40-49 | 50-65 | 65-85 | Понад 85 |
| -------- | ----------- | ----- | ----- | ----- | ----- | ----- | ----- | -------- |
| Чоловіки | 8587        | 4245  | 4405  | 6957  | 7281  | 7939  | 6358  | 603      |
| Жінки    | 7997        | 3704  | 3876  | 6366  | 7038  | 8159  | 9319  | 1722     |

## Суміжні округи
- Лайкомінг — північ
- Монтур — північний схід
- Колумбія — схід
- Скайлкілл — південний схід
- Дофін — південь
- Перрі — південний захід
- Джуніата — захід
- Снайдер — захід
- Юніон — захід